# Tjärnaberget
Tjärnaberget är ett berg beläget nordväst om Borlänge. Berget med en höjd på över 300 meter är ett strövområde med flera fina stigar. Berget är idag 2014 nyligen slutavverkat vilket förutom ett drygt 100 hektar stort kalhygge har medfört att utsikten är god. Från Enborgshöjden som är högsta punkten kan man både se Dalälven, Bysjön, Ösjön och flygfältet i Romme.